# Хайрюзовка (Иркутский район)
Ха́йрюзовка — деревня в Иркутском районе Иркутской области России. Входит в состав Уриковского муниципального образования. 

## География
Деревня находится на правом берегу реки Ангара, на расстоянии 21 км к северо-западу от города Иркутск, административного центра района и области.

## Население
| 2002 | 2010 | 2011 | 2012 |
| ---- | ---- | ---- | ---- |
| 0    | ↗8   | →8   | →8   |

### Половой состав
По данным Всероссийской переписи, в 2010 году в деревне проживало 12 человек (6 мужчины и 6 женщины).

## Известные уроженцы
- Данчикова, Галина Иннокентьевна (род. 1954) — советский и российский политический деятель.